# Умерн
Умерн (њем. Ummern) општина је у њемачкој савезној држави Доња Саксонија. Једно је од 41 општинског средишта округа Гифхорн. Према процјени из 2010. у општини је живјело 1.564 становника. Посједује регионалну шифру (AGS) 3151033.

## Географски и демографски подаци
Умерн се налази у савезној држави Доња Саксонија у округу Гифхорн. Општина се налази на надморској висини од 54 метра. Површина општине износи 40,3 km². У самом мјесту је, према процјени из 2010. године, живјело 1.564 становника. Просјечна густина становништва износи 39 становника/km².